# توم ماك أدم
توم ماك أدم (بالإنجليزية: Tom McAdam)‏ هو لاعب كرة قدم بريطاني في مركز الهجوم، ولد في 9 أبريل 1954 في غلاسكو في المملكة المتحدة. لعب مع دندي يونايتد وستوكبورت كونتي ونادي أردريونيانز ونادي دمبرتون ونادي سلتيك ونادي ماذرويل وهاميلتون أكاديميكال.